# Rue Désaugiers
La rue Désaugiers est une voie du 16e arrondissement de Paris, en France.

## Situation et accès

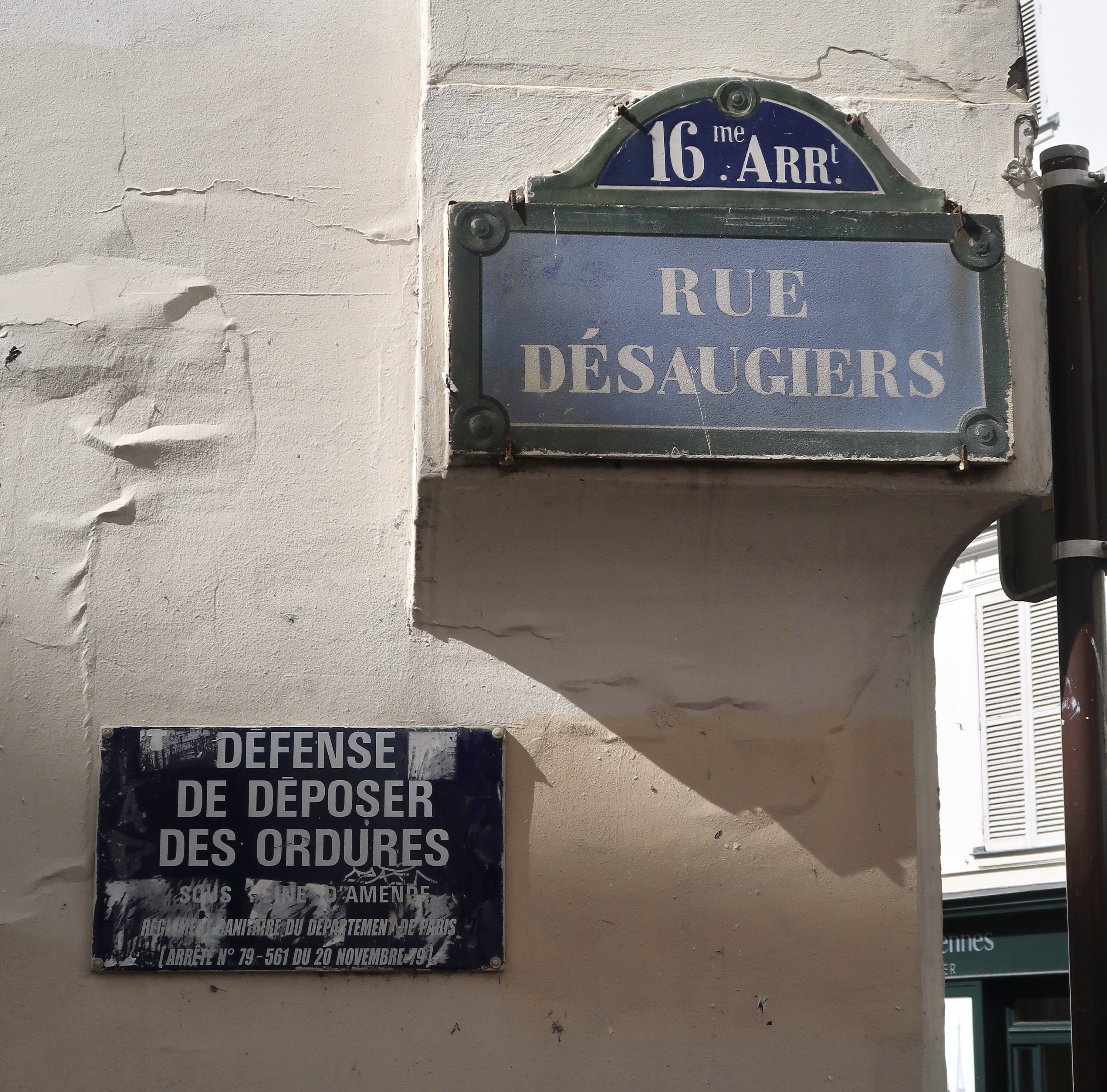
Plaques.

La rue Désaugiers est une voie publique située dans le 16e arrondissement de Paris. Elle débute au 9, rue d'Auteuil et se termine au 6, rue du Buis.

## Origine du nom
Elle honore la mémoire du chansonnier Marc-Antoine-Madeleine Désaugiers (1772-1827).

## Historique
Cette voie de l'ancienne commune d'Auteuil, alors dénommée « rue des Bons-Enfants », est classée dans la voirie parisienne par décret du 23 mai 1863 et prend sa dénomination actuelle en vertu d'un autre décret du 24 août 1864.